# スイサイダル・テンデンシーズ
スイサイダル・テンデンシーズ（Suicidal Tendencies）は、アメリカ合衆国出身のスラッシュ/ハードコア・バンド。
米国西海岸の代表的なハードコアバンドで、1980年代初期はスケーターズロック、以降はスラッシュメタルやファンクの影響を取り入れた「クロスオーバー・スラッシュ」の先駆者となった。

## 略歴

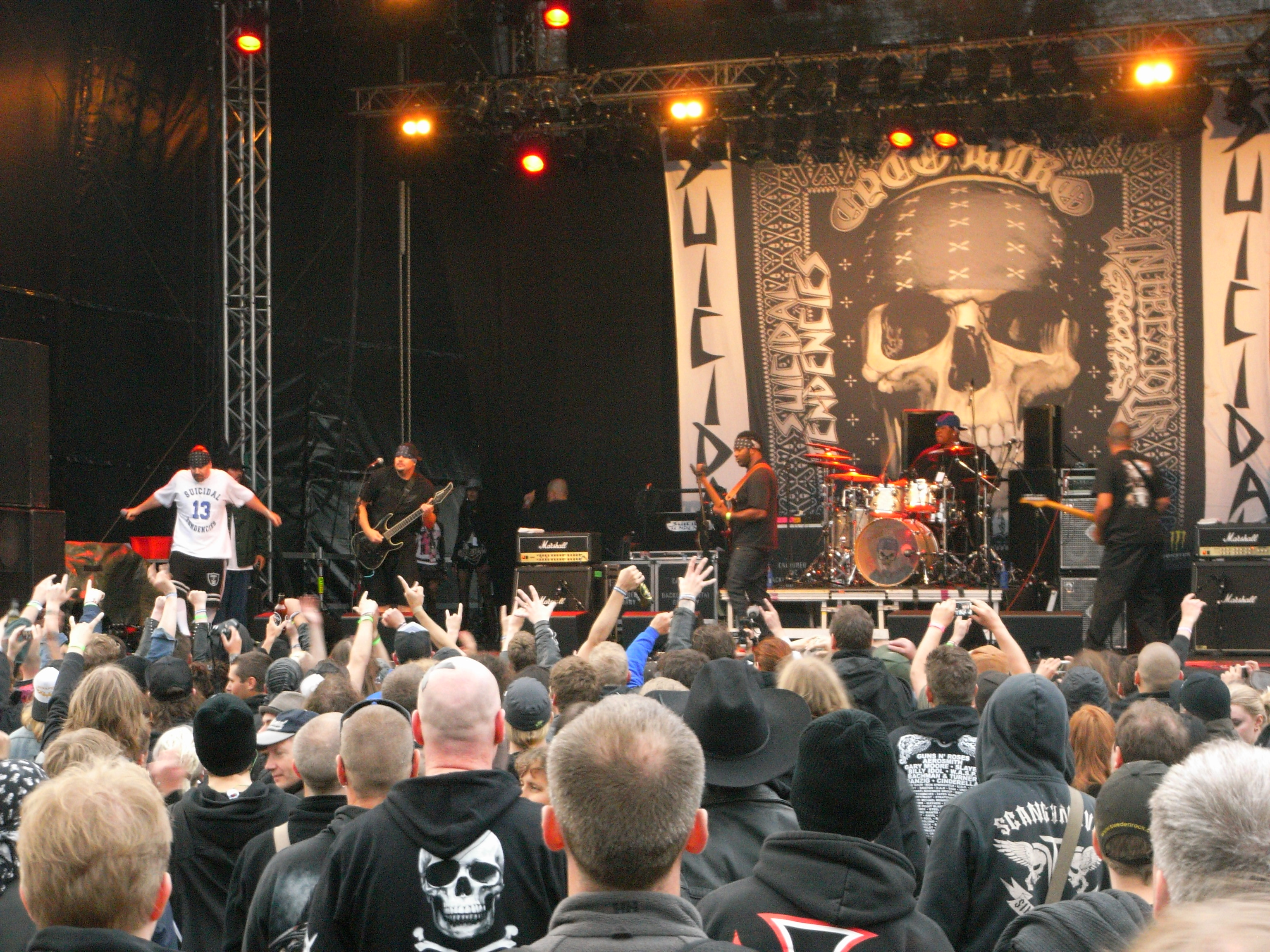
スウェーデン・ブレーキンゲ公演 (2010年6月)

1982年、カリフォルニア州ヴェニスで、スケートチーム「Z-BOYS」のオリジナル・メンバーだったジム・ミューア（Jim Muir）の実弟マイク・ミューアを中心に結成された。1983年にフロンティア・レコードからアルバム『スイサイダル・テンデンシーズ』でデビュー。過激な歌詞、カリフォルニアのローカル・ギャングのようなファッション（初期メンバーのエイメリー・スミスは実際に元ギャングだった）、そして自殺を示唆するバンド名が問題となり、1983年から1991年までの間、バンドはロサンゼルスでのライブ・パフォーマンスを禁止された。
1987年にリリースされたセカンド・アルバム『Join The Army』では、新たに加入したギタリスト、ロッキー・ジョージの影響もあり、スラッシュメタル寄りのアプローチを見せるようになる。地元のスラッシュメタル・バンド、ノー・マーシー (No Marcy)のギタリストだったマイク・クラークがリズムギターとして加入したサード・アルバム『How Will I Laugh Tomorrow...』ではさらにメタル色が強まった。1989年にベースにロバート・トゥルヒーヨを迎えた後のアルバム『Lights...Camera...Revolution!』、5th『Arts Of Rebellion』では従来のサウンドにファンク色が取り入れられている。セールス上はこの時期がバンドの絶頂期に当たり、1991年にはメガデス、テスタメント、スレイヤーと共にClash Of The Titansツアーに参加している。
1991年より、マイク・ミューアはベーシストのロバート・トゥルヒーヨと共にインフェクシャス・グルーブスを始める。スイサイダル・テンデンシーズ本体としては、1993年にファースト・アルバム&セカンド・アルバムの再録盤『Still Cyco After All These Years』を、1994年にはアルバム『Suicidal For Life』をリリースする。しかし、そのセールスは芳しくなく、エピック・レコードとの契約を切られたバンドは、ツアー後の1995年に解散した。
解散後、1996年よりマイク・ミューアは「サイコ・マイコ (Cyco Miko)」の名義でソロ活動を行っていたが、1997年にスイサイダル・テンデンシーズの活動を再開する。1999年には『Freedumb』、2000年には『Free Your Soul And Save My Mind』をSuicidal Recordsよりリリースした。
21世紀に入ってからは新作を発表せずライブ活動に専念していたが、2010年に初期作品を再録した『No Mercy Fool!/The Suicidal Family』をリリース。2012年4月には来日公演を行い、その翌年にもインフェクシャス・グルーブスと共に来日した。2013年、13年ぶりの完全新作となるアルバム『13』を発表したが、翌年、ベース担当のティムが病気により急逝した。後に、ティムの後任としてマイケル・モーガンを迎え、同時に一時期バンドを離れていたドラマーのエリック・ムーアも復帰した。
2016年、デイヴ・ロンバード、ジェフ・ポーガン、ラ・ディアスが加入しリズム隊を総入れ替え。アルバム『World Gone Mad』をリリース。
2024年3月5日、バンドのSNSを通じて、ジェイ・ワインバーグ（ドラムス、元スリップノット）の加入を発表。

## メンバー
2024年9月時点

### 現ラインナップ
- マイク・ミューア (Mike Muir) - ボーカル (1981年- )
- ディーン・プレザンツ (Dean Pleasants) - リードギター (1997年- )
- ベン・ワインマン (Ben Weinman) − リズムギター (2018年− )
- タイ・トゥルヒーヨ (Tye Trujillo) - ベース (2021年− )
- ジェイ・ワインバーグ (Jay Weinberg) − ドラムス (2024年- )

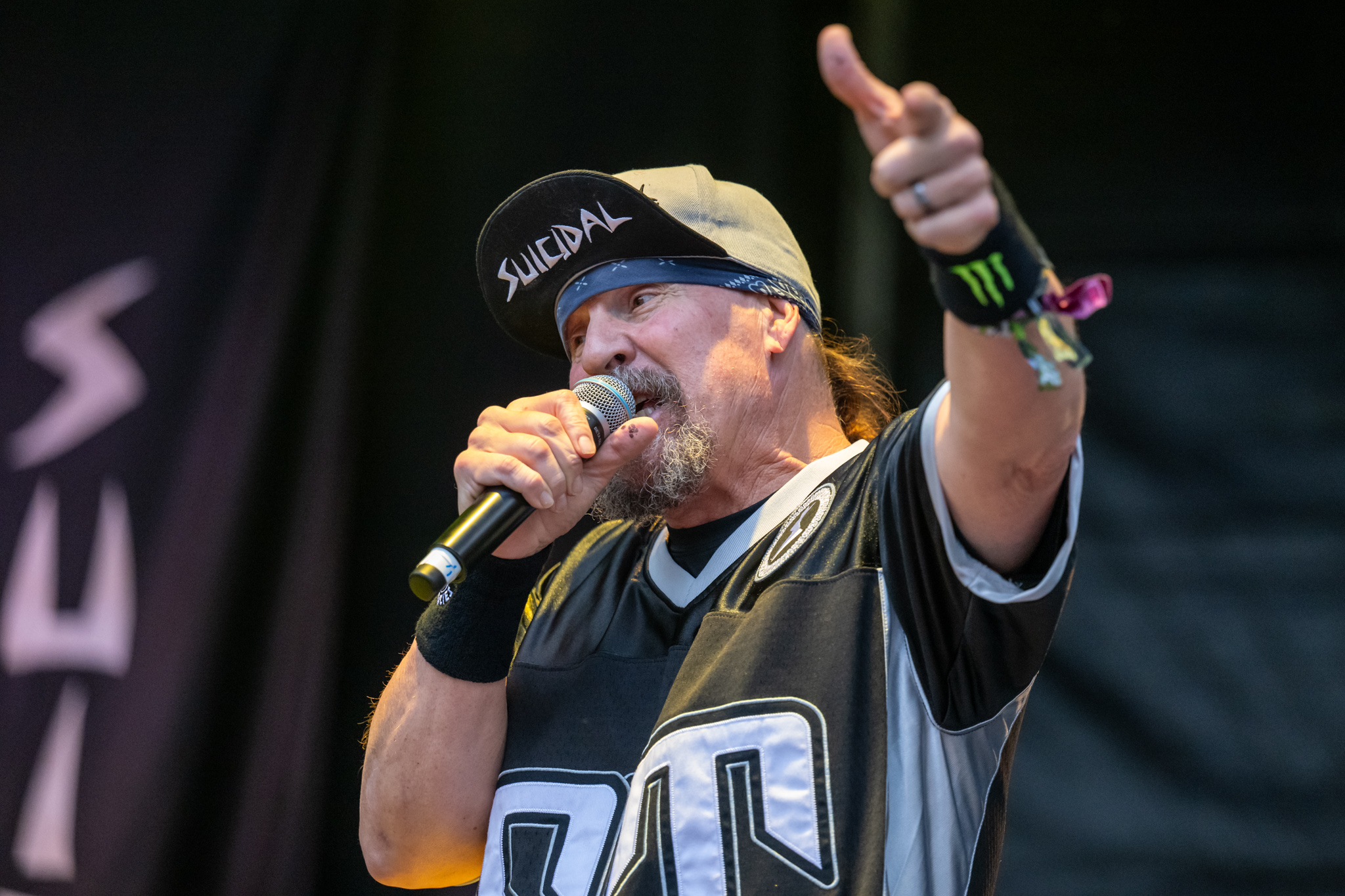
マイク・ミューア(Vo) 2024年
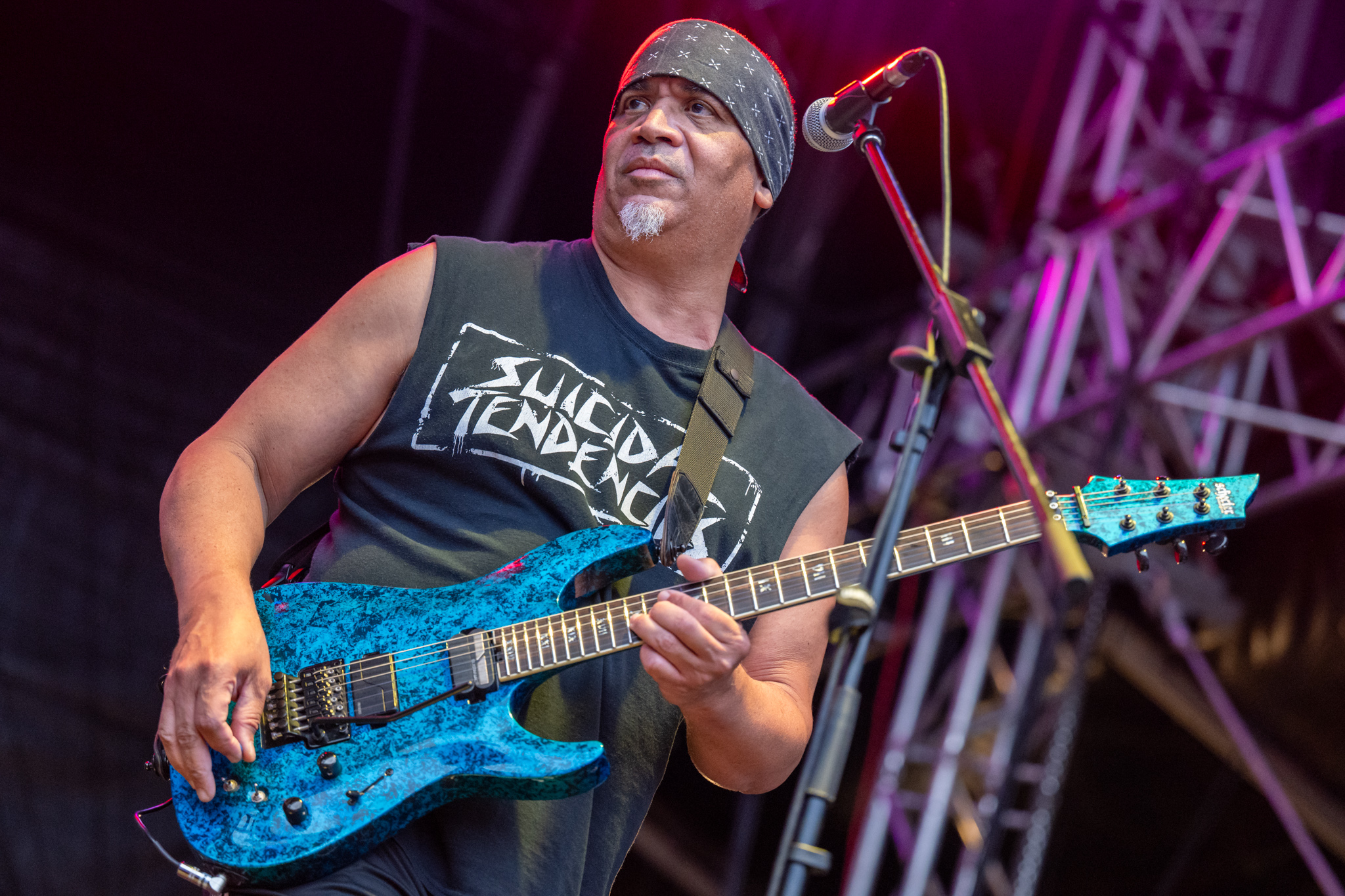
ディーン・プレザンツ(G) 2024年
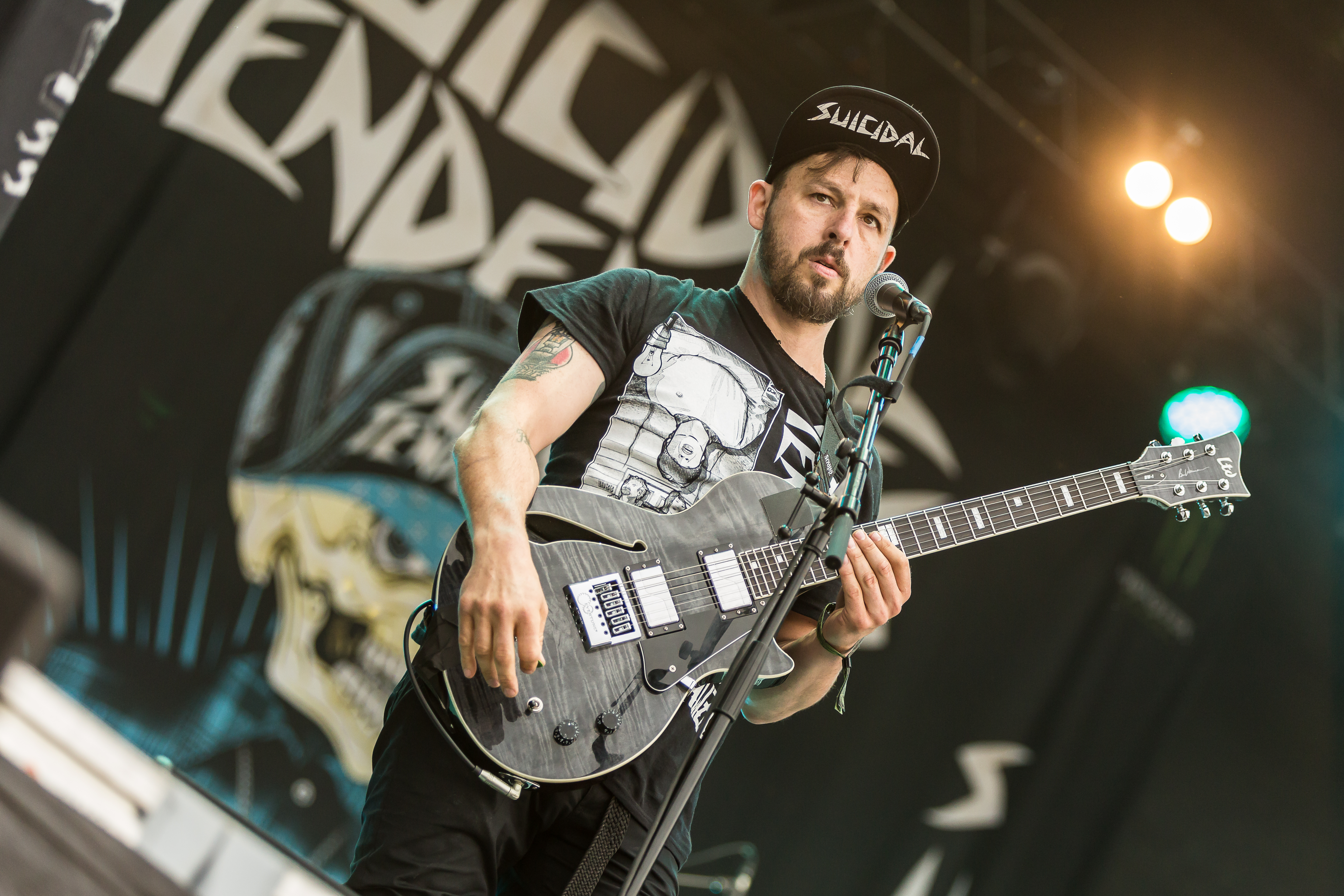
ベン・ワインマン(G) 2024年
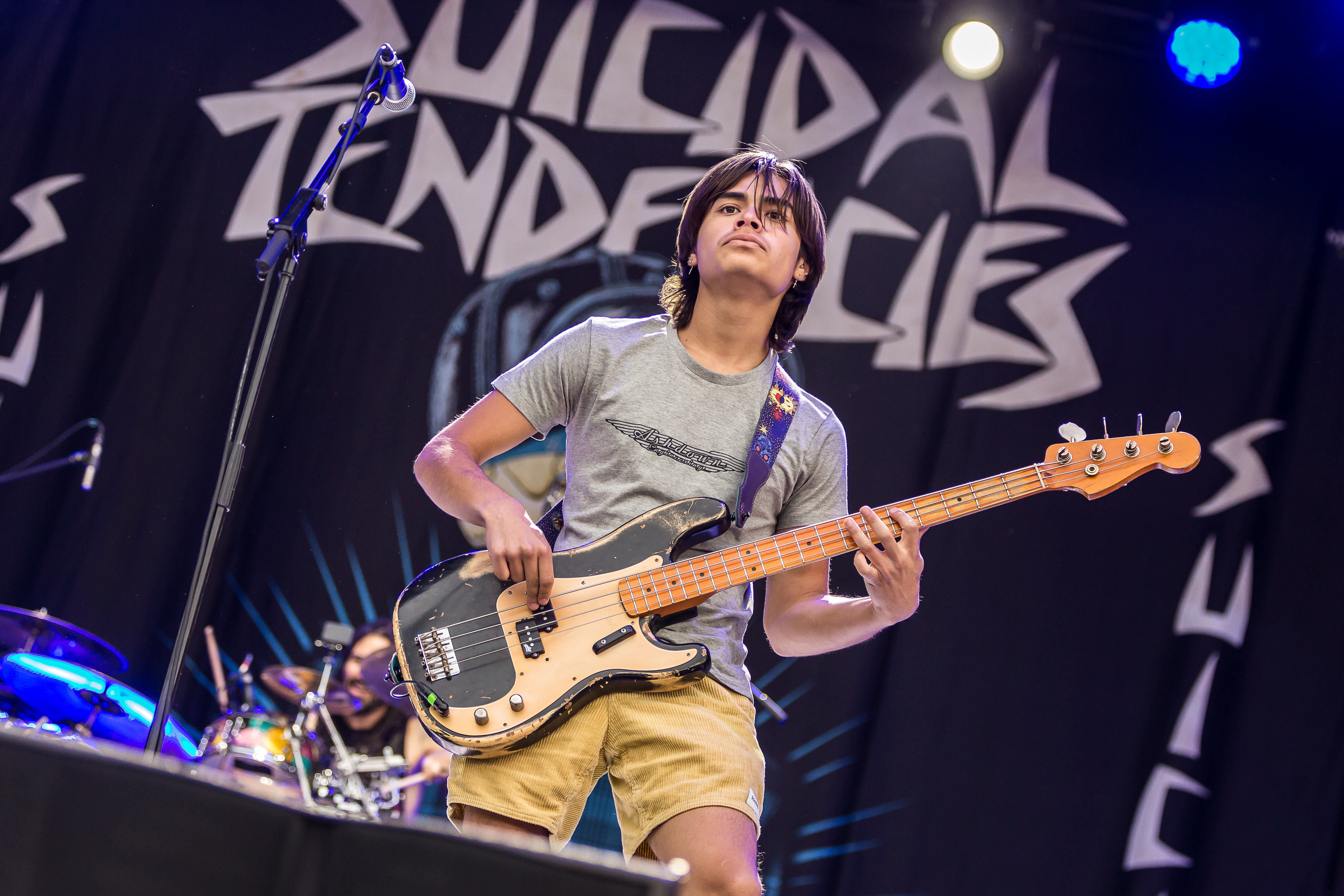
タイ・トゥルヒーヨ(B) 2024年
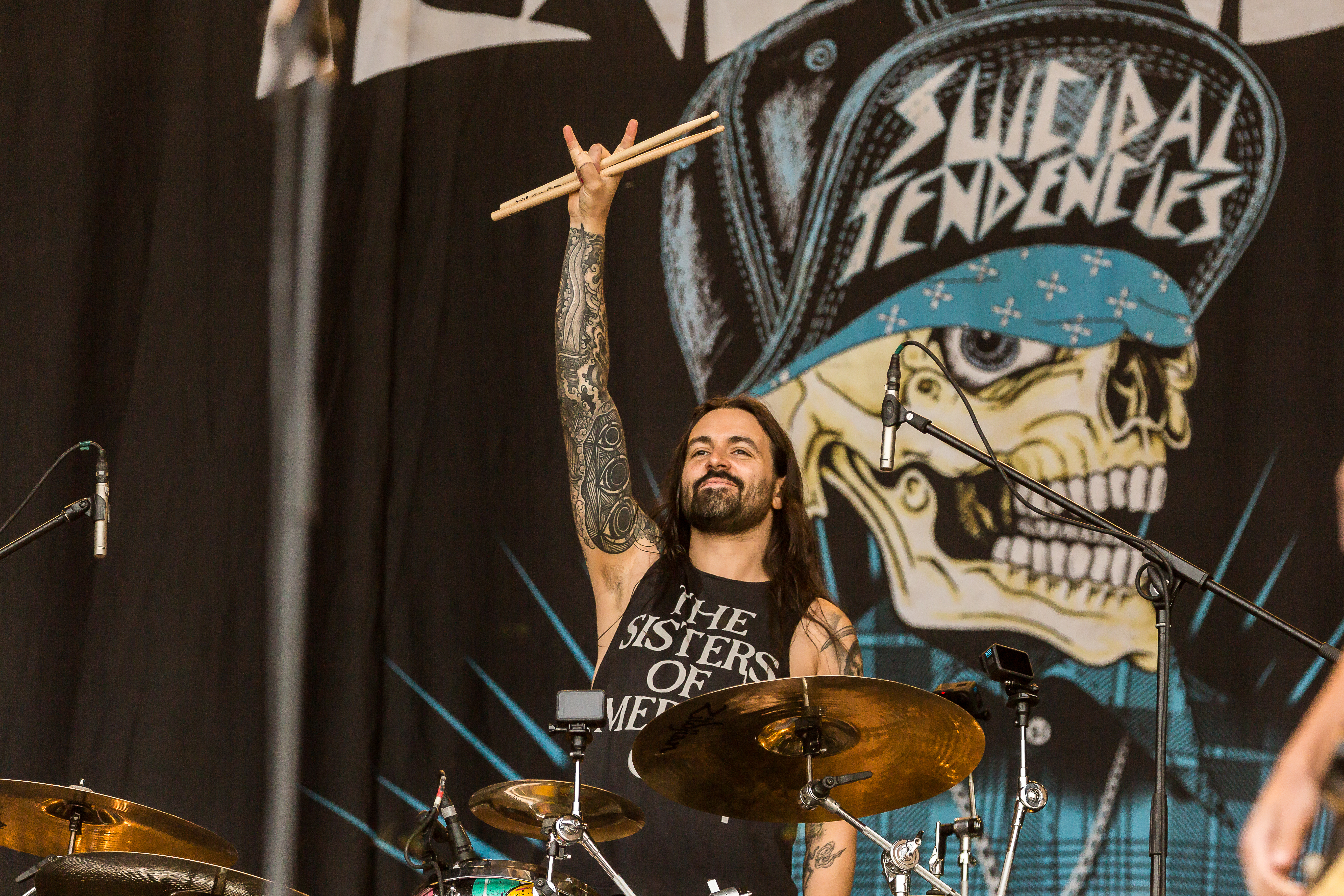
ジェイ・ワインバーグ(Dr) 2024年

### 旧メンバー
ギタリスト

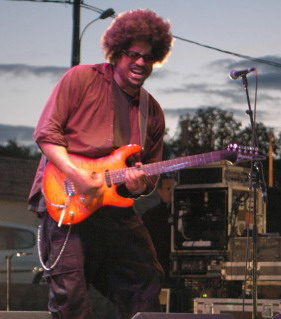
リードギタリストのロッキー・ジョージは11年間に渡って在籍した

- マイク・ボール (Mike Ball) (1980年−1982年)
- リック・バットソン (Rick Battson) (1982年−1983年)

上記2名が参加した音源は存在しない。
- グラント・エステス (Grant Estes) (1982年−1983年)

　ファースト・アルバムに参加。
- ジョン・ネルソン (Jon Nelson) (1983年−1984年)

　スタジオ音源は存在しない。1983年に行われたファースト・アルバムのツアーに参加。Join The Armyなどに収録される曲を数曲作っている。それらの曲の権利は脱退時にすべてマイク・ミューアに売り渡した（マイクの持っていたフライングVのプロトタイプモデルと交換したとも言われる）。
- ロッキー・ジョージ (Rocky George) (1984年−1995年)

　Welcome to Veniceからバンドに加入し、Join the ArmyからSuicidal for Lifeまで参加。アイバニーズ・RGシリーズがトレードマーク。スレイヤーのジェフ・ハンネマンと「Pap Smear」というパンク・バンドをしていた時期もある。
- マイク・クラーク (Mike Clark) (1987年−1995年、1997年−2012年)

　How Will I Laugh Tomorrow When I Can't Even Smile Todayから13まで参加。バンドのメイン・ソングライターとして数多くの曲を作った。クラーク参加以前に作曲された曲のみを収録したStill Cyco After All These Yearsを除けば、参加したすべてのアルバムで作曲を担当している。
- ニコ・サントラ (Nico Santora) (2012年−2016年)
- ジェフ・ポーガン (Jeff Pogan) (2016年−2018年)

ベーシスト

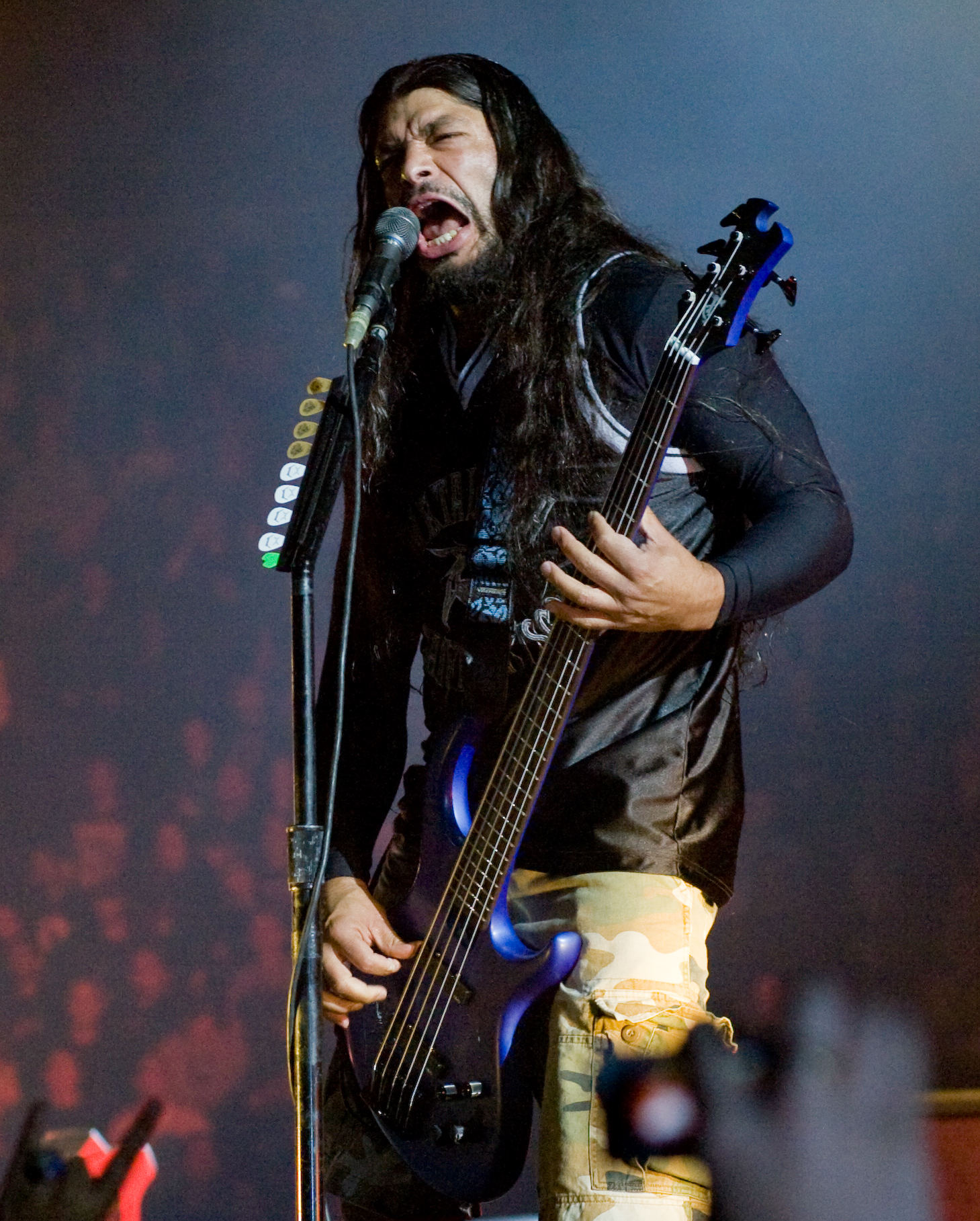
元メンバーのロバート・トゥルヒーヨは脱退後、オジー・オズボーンやメタリカでプレイしている

- マイク・ダニガン (Mike Dunnigan) (1980年−1981年)

　マイク・ボール脱退直後はギタリストとして参加していた。
- アンドリュー・エヴァンス (Andrew Evans) (1981年)

　マイク・ボール脱退直後にベーシストとして参加。
- ルイス・マヨルガ (Louiche Mayorga) (1981年−1987年)

　ファースト・アルバムからJoin The Armyまで参加。パンク志向が強く、メタルに影響されて変化することに否定的だった。
- リック・クレイトン (Ric Clayton) (1988年)

　元No Mercyのベーシストで、マイク・クラークと同時に加入。現在使用されているバンドのロゴを制作した。
- ボブ・ヒースコート (Bob Heathcote) (1987年−1989年)

　How Will I Laugh Tomorrow When I Can't Even Smile Todayに参加。突如解雇された後、しばらくは音楽活動を続けていたが、その後はカーレース専門の写真家に転身した。
- ロバート・トゥルヒーヨ (Robert Trujillo) (1989年−1995年)

　Lights...Camera...Revolution!からSuicidal for Lifeまで参加。現在はメタリカに加入。
- ジョシュ・ポール (Josh Paul) (1997年−2001年)

　Six the Hard WayからFree Your Soul and Save My Mindまで参加。現在はドートリーのベーシスト。
- ステファン・ブルーナー (Steve Bruner) (2002年−2011年)

　Year of the CycosからNo Mercy Fool!/The Suicidal Familyまで参加。サンダーキャットという名義でベーシストとして活動を続けている。
- ティム・ウィリアムス (Tim "RAWBIZ" Williams) (2011年−2014年)

　バークリー音楽大学出身。2014年に死去。
- マイケル・モーガン (Michael Morgan) (2014年-2016年)
- ラ・ディアス (Ra Diaz) (2016年−2021年)

ドラマー
- エイメリー・スミス (Amery Smith) (1982年−1984年)
- R.J.ヘレーラ (R. J. Herrera) (1984年−1991年)
- ジミー・デグラッソ (Jimmy DeGrasso) (1992年−1995年)
- ブルックス・ワッカーマン (Brooks Wackerman) (1997年−2001年)
- ロナルド・ブルーナー・ジュニア (Ronald Bruner, Jr.) (2001年−2008年)
- デイヴ・イダルゴ (Dave Hidalgo) (2002年、2005年−2008年)
- エリック・ムーア (Eric Moore) (2008年−2014年、2014年−2016年)
- トーマス・プリジェン (Thomas Pridgen) (2014年)
- デイヴ・ロンバード (Dave Lombardo) (2016年−2021年)
- ブランドン・ペルツボルン (Brandon Pertzborn) (2018年、2021年−2023年)
- グレイソン・ネクルトマン(Greyson Nekrutman) (2023年−2024年)

## ディスコグラフィ

### スタジオ・アルバム
- 『スイサイダル・テンデンシーズ』 - Suicidal Tendencies (1983年)
- 『軍団宣言』 - Join The Army (1987年)
- 『ハウ・ウィル・アイ・ラフ・トゥモロウ』 - How Will I Laugh Tomorrow When I Can't Even Smile Today (1988年)
- 『ライツ・カメラ・レヴォリューション』 - Lights...Camera...Revolution! (1990年)
- 『ジ・アート・オブ・リベリオン』 - Art Of Rebellion (1992年)
- 『スイサイダル・フォー・ライフ』 - Suicidal For Life (1994年)
- 『フリーダム』 - Freedumb (1999年)
- 『フリー・ユア・ソウル…アンド・セイヴ・マイ・マインド』 - Free Your Soul And Save My Mind (2000年)
- 『13』 - 13 (2013年)
- 『ワールド・ゴーン・マッド』 - World Gone Mad (2016年)
- 『スティル・サイコ・パンク・アフター・オール・ジーズ・イヤーズ』 - Still Cyco Punk After All These Years (2018年)

### EP
- Six The Hard Way (1998年)
- 『ゲット・ユア・ファイト・オン!』 - Get Your Fight On! (2018年)

### コンピレーション・アルバム
- 『檄』 - Controlled by Hatred / Feel like Shit...Deja Vu (1989年) ※初期EP集
- F.N.G. (1992年) ※初期アルバム3作からのベスト・アルバム
- 『スティル・サイコ』 - Still Cyco After All These Years (1993年) ※リ・レコーディング集
- 『プライム・カッツ』 - Prime Cuts (1997年) ※ベスト・アルバム
- Playlist: The Very Best of Suicidal Tendencies (2010年) ※ベスト・アルバム
- No Mercy Fool!/The Suicidal Family (2010年) ※リ・レコーディング集